# Casa Senyorial de Bēne
La Casa Senyorial de Bēne (en letó: Bēnes muiža) és una casa senyorial a la històrica regió de Semigàlia, al Municipi d'Auce de Letònia.
El lloc es troba documentat del final del segle xvi, al col·lapse de l'Orde Livonià i la formació del Ducat de Curlàndia i Semigàlia. L'edifici va ser construït entre els anys 1876 i 1878, en estil neogòtic es va remodelar el 1905. Es conserven algunes dependències com un graner, el molí, etc.